# Aeroporto Internacional Lic. Adolfo López Mateos
O Aeroporto Internacional Licenciado Adolfo López Mateos ou Aeroporto Internacional de Toluca (IATA: TLC, ICAO: MMTO) localiza-se a 16 quilómetros do centro da cidade de Toluca, Estado do México. Recebe o tráfego aéreo da cidade de Toluca, e da poente da Cidade do México.
O aeroporto foi nomeado em honra pelo Presidente Adolfo López Mateos, e é considerado o principal aeroporto alternativo ao Aeroporto Internacional da Cidade do México, por estar a meros 25 minutos (32 km) de distância do distrito financeiro de Santa Fé. Possui a pista mais longa do México.

## O aeroporto
O aeroporto possui dois terminais, e em 2014 foram anunciados planos de possível expansão, que incluiriam a construção de uma segunda pista para funcionar em simultâneo com a existente. Isto porque o aeroporto de Toluca é visto como uma alternativa para fazer face à saturação do Aeroporto da Cidade do México. De destacar que este é o primeiro aeroporto mexicano com Aproximações ILS CAT II/IIIA.
A operação do Aeroporto Internacional de Toluca (AIT) esteve sob administração da Aeroportos e Serviços Auxiliares (ASA) até Junho de 2006, altura em que foi entregue à Administradora Mexiquense del Aeropuerto Internacional de Toluca (AMAIT). A AMAIT comprometeu-se a prestar a devida atenção aos utentes e a melhorar a eficiência em todas as suas operações.
A partir da data de mudança de mãos, a AMAIT tem cumprido o prometido - subiu o número de operações e de passageiros (145 mil em 2005, que se tornaram em 4,3 milhões no final de 2008).
Em Agosto de 2005 foi inaugurado o primeiro voo intercontinental da companhia aérea de baixo custo Air Madrid para o México. O AIT faz parte do Sistema Metropolitano de Aeroportos e continua a ser administrado pela Administradora Mexiquense do Aeroporto Internacional de Toluca (AMAIT). Em 2009, quatro anos após a mudança de mãos para a AMAIT, já era considerado como o quinto aeroporto mais importante do México.
Em 2013 passaram cerca de 1.1 milhão de passageiros por Toluca, mas em 2014 e primeiros meses de 2015 desceu abaixo do milhão de passageiros recebidos.
Quando a Interjet e Volaris mudaram a esmagadora maioria das suas operações para o Aeroporto Internacional da Cidade do México, Toluca sofreu uma redução do número de voos, mas chegaram a Aeromexico Connect e a Viva Aerobus, que permaneceram por pouco tempo. No início de 2015, a Aeromexico Connect regressou ao aeroporto. A TAR tem este aeroporto como hub.

### Transporte terrestre
- Caminante: Oferece serviços de táxis e autocarros e liga o terminal aéreo com Santa Fé e com Terminal de Autocarros de Observatório, bem como com vários hotéis da Cidade do México e a área metropolitana.[17]
- Interjet x Tierra: Autocarros pagos desde o Aeroporto de Toluca para diversos pontos da Cidade do México e Cuernavaca.[17]
- Shuttle do AICM: Autocarro pago servindo os Terminais 1 e 2 do Aeroporto Internacional Benito Juárez.[17]
- Táxis: As empresas Morelos e Excelencia oferecem serviço de táxis em frente às chegadas nacionais.

## Acidentes e incidentes
- A 9 de Dezembro de 2012, após um concerto na cidade de Monterrei, Nuevo León, a cantora Jenni Rivera e mais seis acompanhantes deslocavam-se após um concerto num avião (Learjet 25, matrícula N345MC), de Monterrei com destino ao Aeroporto Internacional Lic. Adolfo López Mateos em Toluca. Apenas dez minutos depois do início da viagem, o contacto com a aeronave perdeu-se. Horas mais tarde, as autoridades confirmaram a queda do avião na Sierra Madre Oriental, no município de Iturbide em Nuevo León, México.[18] O avião transportava não só Jenni Rivera como também o seu relações públicas Arturo Rivera, os pilotos Miguel Pérez e Alejandro Torres, o advogado Mario Macías, o maquilhador Jacob Encheres e o cabeleireiro Jorge Arturo Sánchez. Todos perderam a vida.[19]
- Em Agosto de 2015, um Cessna 750 despistou-se com duas pessoas a bordo (piloto e co-piloto). Ninguém ficou ferido.[20]